# Жубалы
Жубалы — озеро в Фёдоровском районе Костанайской области Казахстана. Находится в 6 км к юго-западу от посёлка Костычевский.
По данным топографической съёмки 1944 года, площадь поверхности озера составляет 3,36 км². Наибольшая длина озера — 2,5 км, наибольшая ширина — 1,8 км. Длина береговой линии составляет 7,2 км, развитие береговой линии — 1,1. Озеро расположено на высоте 198,8 м над уровнем моря.